# 日比遊一
日比 遊一（ひび ゆういち、1964年 - ）は、日本の写真家、映画監督。

## 経歴
1964年生まれ。愛知県名古屋市熱田区大瀬子町出身。名古屋市立白鳥小学校、名古屋市立宮中学校、愛知県立南陽高等学校
卒業。
高校卒業後に俳優になることを目指して東京都へ上京。日活芸術学院で学ぶ。
20代の頃、ニューヨークへ渡った。アクターズ・スタジオの共同設立者のロバート・ルイスに師事し、7年間演技を学んだ。その後、写真家に転身。ニューヨークを拠点に活動している。
映画監督としては、写真家で映像作家でもあるロバート・フランクのドキュメンタリー『A Weekend with Mr. Frank』を製作。2013年、長編プロジェクト『ROAD KILL』がカンヌ映画祭＜アトリエ部門＞にアメリカ代表として招待された。2014年、長編映画『An Ornament of Faith』が完成。IFPは本作を、2014年デビュー作の中のベスト25に選んだ。
2016年、ドキュメンタリー映画『健さん』を監督する。高倉健を題材にした同作は、マイケル・ダグラス、ポール・シュレイダー、マーティン・スコセッシ、ジョン・ウーらの証言で構成されている。第40回モントリオール世界映画祭にて、ワールド・ドキュメンタリー部門の最優秀作品賞を受賞した。
2018年には、演技の常識を変えたとされたスタニスラフスキーの“メソッド”の正体を探るドキュメンタリー『Method or Madness?』を製作。

## 人物・エピソード
- 父、母、弟がいる[15]。
- 映画『名も無い日』に岡崎紗絵をオーディションで選び、出演を依頼した。名古屋市内で行われた作品のイベントで、岡崎の父と同年代で同じ小学校出身であることが明らかになる[4]。作品は日比の実家を使って撮影した[15]。

## 映画
- ブルー・バタフライ  原題：Blue Butterfly / An Ornament of Faith （製作2014年・公開2017年）   - 監督・プロデューサー・原案・脚本・編集
- A Weekend with Mr. Frank （2015年）  - 監督
- 健さん（2016年） - 監督
- エリカ38（2019年） - 監督・脚本
- 名も無い日（2021年5月28日愛知県、三重県、岐阜県　先行公開　6月11日公開） - 監督
- はじまりの日（2024年10月公開） [16][17]- 監督・企画・脚本